# Lijst van kerken in Haarlem
Deze (incomplete) lijst bevat een overzicht van de christelijke kerkgebouwen in Haarlem.
| Kerk                          | Adres                                | Wijk              | Oorspronkelijke functie                           | Huidige functie                       | Bouwjaar, architect, bijzonderheden                                                                                        | Foto |  |
| ----------------------------- | ------------------------------------ | ----------------- | ------------------------------------------------- | ------------------------------------- | --- | ---- |  |
| Adelbertuskerk                | Rijksstraatweg 28                    | Indischewijk      |                                                   |                                       | 1920-1929, Jos Margry |      |  |
| Apostolische Kerk             | Jacobijnestraat 15                   | Oude Stad         |                                                   | Hersteld Apostolische Zendinggemeente | rijksmonument 19295 |      |  |
| Nieuwe-Apostolische Kerk      | Plesmanlaan 9                        | Te Zaanenkwartier |                                                   |                                       | |      |  |
| Bakenesserkerk                | Vrouwestraat 12                      | Oude Stad         |                                                   |                                       | rijksmonument 19811 |      |  |
| Kathedrale basiliek Sint Bavo | Leidsevaart 146                      | Houtvaartkwartier |                                                   |                                       | rijksmonument 19555 |      |  |
| Begijnhofkapel                | Begijnhof 10                         | Oude Stad         |                                                   | Baptisten Gemeente                    | Pand is gemeentelijk monument.                                                                                             |      |  |
| Elbakerk                      | Paul Krugerstraat 41                 | Transvaalwijk     |                                                   | Woningen                              | 1906-‘07, A.A.M. Bruning                                                                                                   |      |  |
| Evangelische Broedergemeente  | Parklaan 34                          | Oude Stad         | Evangelische Broedergemeente                      | EBG                                   | 1876, D.E.L. van den Arend, rijksmonument 355029                                                                           |      |  |
| Groenmarktkerk                | Nieuwe Groenmarkt 16                 | Oude Stad         |                                                   |                                       | rijksmonument 19610 |      |  |
| Grote of Sint-Bavokerk        | Oude Groenmarkt 23                   | Oude Stad         |                                                   |                                       | rijksmonument 19264 |      |  |
| Grote Vermaning               | Grote Houtstraat 43, Frankestraat 24 | Oude Stad         | Doopsgezinde kerk                                 | Doopsgezinde kerk                     | 1683, rijksmonument 19206                                                                                                  |      |  |
| Heilig-Hartkerk               | Kleverparkweg 15                     | Ter Kleefkwartier |                                                   |                                       | rijksmonument 19450 |      |  |
| H. Pastoor van Arskerk        |                                      | Parkwijk          |                                                   | Woningen                              | rijksmonument 532219 |      |  |
| De Hoeksteen                  | Raaks                                | Oude Stad         | Kerkgebouw van de Christelijke Gereformeerde Kerk | Gesloopt, Raakskwartier               | |      |  |
| Janskerk                      | Jansstraat 40                        | Oude Stad         |                                                   |                                       | rijksmonument 19332 |      |  |
| St. Josephkerk                | Jansstraat 43                        | Oude Stad         |                                                   |                                       | rijksmonument 19302 |      |  |
| Julianakerk                   | Kloosterstraat                       | Transvaalwijk     |                                                   | Gesloopt                              | |      |  |
| Kerk van de Nazarener         | Zijlweg 218                          | Zijlwegkwartier   |                                                   |                                       | 1973 |      |  |
| Koningkerk                    | Kloppersingel 57                     | Transvaalwijk     |                                                   |                                       | 2007 |      |  |
| Lutherse Kerk                 | Witte Herenstraat 22                 | Oude Stad         | Lutherse kerk                                     | Lutherse kerk                         | 1615, rijksmonument 19834                                                                                                  |      |  |
| Mariakerk                     | Rijksstraatweg 355-361               | Delftwijk         | Rooms-Katholieke Kerk                             |                                       | Aangewezen als gemeentelijk monument                                                                                       |      |  |
| Moeder-van-de-Verlosserkerk   | Professor Eijkmanlaan 48             | Boerhaavewijk     | Rooms-Katholieke Kerk                             | Ongewijzigd                           | In 1964 gebouwd naar ontwerp van J.G. de Groot, sinds 2019 gemeentelijk monument                                           |      |  |
| Nieuwe Kerk                   | Nieuwe Kerksplein 36                 | Oude Stad         |                                                   |                                       | rijksmonument 19616 |      |  |
| Noorderkerk                   | Velserstraat                         | Ter Kleefkwartier |                                                   |                                       | |      |  |
| Oosterkerk                    | Zomerkade                            | Amsterdamsewijk   |                                                   |                                       | |      |  |
| Remonstrantse Kerk            | Prins Hendrikstraat 2                | Oude Stad         |                                                   |                                       | rijksmonument 19831 |      |  |
| Spaarnekerk                   | Spaarne                              | Oude Stad         |                                                   |                                       | gesloopt in 1983 |      |  |
| St. Anna en Maria             | Kinderhuissingel 78                  | Zijlwegkwartier   | Oudkatholieke Kerk                                | Ongewijzigd                           | De kerk is de tweede kathedraal van de Oudkatholieke Kerk in Nederland. Het complex is beschermd als gemeentelijk monument |      |  |
| Vestekerk                     | Gedempte Voldersgracht               | Oude Stad         |                                                   | "Jopenkerk", brouwerij                | |      |  |
| Waalse Kerk                   | Begijnhof 28                         | Oude Stad         |                                                   |                                       | rijksmonument 19875 |      |  |
| Wilhelminakerk                | Gedempte Oude Gracht                 | Oude Stad         |                                                   |                                       | |      |  |